# Agincourt
Agincourt é uma comuna francesa na região administrativa de Grande Leste, no departamento de Meurthe-et-Moselle. Estende-se por uma área de 4,17 km². Em 2010 a comuna tinha 445 habitantes (densidade: 106,7 hab./km²).